# درو هوستون
أندرو دبليو «درو» هيوستن (بالإنجليزية: Drew Houston) هو منظم الإنترنت الأمريكي الذي عرف لكونه مؤسس والرئيس التنفيذي لشركة النسخ الاحتياطي والتخزين على الإنترنت دروبوكس (خدمة) ، . وفقا لمجلة فوربس، صافي ثروته هو 400 مليون دولار أمريكي.

## الحياة في وقت مبكر
ولدت درو هيوستن في أكتون ، ماساتشوستس في عام 1983. وقال انه حضر ثانوية أكتون-بوإكسبوروو الإقليمية في 1990. تخرج في وقت لاحق على شهادة البكالوريوس في علوم الكمبيوتر من معهد ماساتشوستس للتكنولوجيا ، حيث كان عضوا في فاي دلتا ثيتا . كان هناك قد التقى أراش الفردوسي الذي ذهب في وقت لاحق إلى أن
يكون الشريك المؤسس وCTO لدروبوكس.

## البداية المبكرة
قبل العمل على دروب بوكس، عمل درو هيوستن على عدد من الشركات الناشئة الأخرى التي تشمل Bit9، الوسام وHubspot.

## دروبوكس
تصور درو هيوستن فكرة عن دروبوكس (خدمة) بعد نسيانه مرارا وتكرارا لمحرك USB في حين كان طالبا في معهد ماساتشوستس للتكنولوجيا. ويقول إن الخدمات القائمة في ذلك الوقت «عانت من مشاكل مع انترنت الكمون، الملفات الكبيرة، بجز.، أو مجرد جعلني أفكر كثيرا» بدأ صنع شيء لنفسه، ولكن بعد ذلك أدركت أنه يمكن أن يستفيد الآخرين مع نفس المشكلة. درو هيوستن أسس شركة دروبوكس، في عام 2007 ، وحصل بعد ذلك بوقت قصير على تمويل البذور من Y Combinator. دروبوكس أطلق رسميا في تيككرينش 50 ، حيث عقد مؤتمر التكنولوجيا السنوي لعام 2008 لل.

## الأوسمة
كان اسم درو هيوستن واحدا من أكثر اللاعبين الواعدين الذين تتراوح أعمارهم بين 30 وأقل من قبل مجلة بيزنس ويك ودربوكس قد وصف بأنه Y Combinator الاستثمار الأكثر نجاحا حتى الآن. كان اسم درو أيضا من بين أفضل 30 وكيل 30 منظمى الأعمال من قبل inc.com، دروبوكس قد دعى واحدا من أفضل 20 شركة ناشئة في وادي السليكون.

## السياسات
في مايو 2013 ، مجموعة الضغط FWD.us (تهدف إلى الضغط من أجل إصلاح نظام الهجرة وإدخال تحسينات على التعليم) أطلقت، مع اعتبار درو هيوستن واحدا من ضمن قائمة مؤسسيها.